# Zita Martel
Vaimasenu'u Zita Sefo-Martel (née le 15 juillet 1961) est une sportive samoane et militante féministe originaire de Samoa. Elle est également consule honoraire de France.

## Biographie
Martel étudie à l'université de Canterbury, où elle pratique l'aviron.
En 2000, son église locale a besoin d'un skipper pour une compétition de fautasi (en). Elle refuse d'abord puis accepte la proposition, devenant la première femme capitaine de courses de fautasi,. En 2012, elle remporte le tournoi organisé pour le cinquantième anniversaire de l'indépendance des Samoa. En 2020, son équipage entièrement féminin remporte la course de fautasi menant de Faleula à Apia.
Elle représente les Samoa au tir à l'arc aux Jeux du Pacifique Sud de 2007 à Apia, remportant l'argent avec le Premier ministre Tuila'epa Sa'ilele Malielegaoi et Eddie Chan Pao dans le mixte classique et au classement individuel poulies. Aux Jeux du Pacifique de 2011 à Nouméa, elle remporte le classement poulies par équipes et le bronze en individuel.
Elle s'engage contre les violences conjugales aux Samoa.

## Prix et récompenses
- 2013 : officier de l'Ordre national du Mérite[12],[13]